# Patryk Rombel
Patryk Rombel (geboren am 16. Juli 1983 in Kwidzyn) ist ein Handballtrainer und ehemaliger Handballspieler aus Polen.

## Karriere als Spieler
Der auf der Position Außenspieler eingesetzte Rombel spielte von 2001 bis 2013 bei MMTS Kwidzyn, mit dem er auch in der PGNiG Superliga Mężczyzn, der höchsten polnischen Spielklasse, aktiv war. Mit dem Team aus Kwidzyn nahm er auch an europäischen Vereinswettbewerben teil.

## Trainer
Nach dem Besuch der Akademia Wychowania Fizycznego i Sportu im. Jędrzeja Śniadeckiego w Gdańsku, einer Sporthochschule in Gdańsk, wurde er Sportlehrer an einem Gymnasium in Kwidzyn und trainierte eine Jugendmannschaft des MMTS Kwidzyn.
Im Jahr 2015 übernahm er das Traineramt der ersten Mannschaft des MMTS Kwidzyn. 2017 wechselte er in die Ukraine zu HK Motor Saporischschja, mit dem er 2018 die ukrainische Meisterschaft, den Pokal und den Supercup gewann und an europäischen Vereinswettbewerben teilnahm. Anfang Oktober 2018 wurde er von dem Verein aus Saporischschja entlassen.
Patryk Rombel war ab März 2016 für den polnischen Handballverband Związek Piłki Ręcznej w Polsce als Trainer tätig. Ab April 2017 trainierte er die B-Nationalmannschaft Polens. Im Februar 2019 wurde er Trainer der A-Nationalmannschaft Polens. Sein bis März 2023 laufender Vertrag wurde nach der Weltmeisterschaft 2023 nicht verlängert.

## Privates
Er ist verheiratet und hat drei Kinder.